# Феопемпт и Феона Никомидийские
Феопе́мпт и Фео́на Никомидийские (др.-греч. Θεόπεμπτος καὶ Θεωνᾶς; ум. 303 год) — христианские мученики, убитые язычниками в начале IV века. Память в Православной церкви совершается 5 января (18 января).

## Жизнеописание
Феопемпт и Феона пострадали во время гонения на христиан при императорах Диоклетиане (284—305) и Максимиане (284—305). Преследования христиан обострились после того, как в Никомидийском императорском дворце случился пожар. Язычники обвинили христиан в умышленном поджоге и затем начали жестокие гонения против христиан. В Никомидии в день Рождества Христова было сожжено в храме до двадцати тысяч молящихся. В 302 году пострадал Анфим Никомидийский, принял смерть за Иисуса. Но гонения не устрашили христиан: они твёрдо исповедовали свою веру и принимали мученическую смерть за Христа.
Феопемпт был преемником Анфима, епископом в Никомидии. Обличая идолопоклонства, Феопемпт проповедовал веру в единого Бога — Иисуса Христа. Царь позвал Феопемпта, но придя, к царю Феопемпт отказался выполнить его требование — поклониться идолу Аполлону. За неповиновение Феопемпта бросили в раскалённую печь, но он остался жив. Ночью царь с отрядом воинов пошёл к печи и там действительно увидел святого живым и молящимся Богу. Приписывая свершившееся чудо действию волхвованию, Диоклитиан приказал морить святого Феопемпта голодом и жаждой в течение 22 дней, но волей Божией мученик был сохранён.
Будучи суеверным, не веря в силу Бога, царь считал, что Феопемпт обыкновенный волхв. Для того чтобы победить силу волхований Феопемпта царь приглашает собственного волхва — Феону. Феона приготовил лепёшку, в которую вкладывает яд и предлагает съесть её Феопемпту, последний съедает лепёшку и остаётся жив. Феона делает новую лепёшку с более сильнодействующим ядом. Съев лепёшку, Феопемпт остаётся невредим. После этого Феона сам объявляет себя христианином. Их обоих царь отправляет в тюрьму. В тюрьме епископ крестит Феону и даёт ему новое имя в святом крещении — Синезий (др.-греч. Σύνεσις — исполненный разума, благоразумный).
Царь выводит Феопемпта из тюрьмы, подвергает его новым мучениям, а затем отрубает ему голову. Феона, отказывается принести жертву идолам, после чего его живым закапывают по приказанию царя в глубокий ров, где он умирает.

## Гимнография
Служба Феопемпту и Феоне помещена в Минею, она совершается 5 января, в предпразднество Просвещения, этот же день совершается и память преподобной Синклитикии Александрийской. По этой причине служба состоит из трёх составных частей. Святым Феопемпту и Феоне посвящены три стихиры на «Господи воззвах», канон седьмого гласа без кондака.
Седален мученикам, глас 1:
- Феопе́мпт яви́вся святи́тель су́щих до́ле, с Фео́ною ку́пно тве́рдым и сострада́льцем, мучи́телем не терпя́щим противле́ния, ураня́ется, Тя, ра́дуяся, вопи́я, чту Еди́наго, погре́бшаго во Иорда́нских струя́х земны́х прегреше́ния.

## Иконография
Иконописец и академик В. Д. Фартусов в своём труде «Руководство к писанию икон святых угодников Божиих. Пособие для иконописцев» об иконографии мучеников пишет следующее: "Св. Феопепмт типа греческого, средних лет, с небольшой кругловатою бородой, в фелоне и омофоре. Ему можно писать хартию с его изречением: «Доко́ле окая́нне ослепле́нное и́маше се́рдце, и не познава́еши Бога́ и́стиннаго» или «Благослове́н Бог и Оте́ц Го́спода моего́ Иису́са Христа́, сподо́бивый мя дости́гнути того́ дне, его́же по вся времена́ жела́х, молю́ у́бо Тя, Го́споди, помяни́ мя всегда́ и в час сей». Св. мученик Феона, в христианстве Синезий — типом египтянин, с большой проседью, с большой широкой бородой, волосы длинны; в тунике и длинном плаще, как волхв, одежда богатая с широким по тунике поясом. Можно писать и хартию с его изречением: «Христиа́нин есмь и Распя́тому поклоня́юся, Несть ина́го Бо́га, на Него́же бы упова́ти, ра́зве еди́наго Иису́са».